# Lil Rodríguez
Lil del Valle Rodríguez (sinh ngày 20 tháng 1 năm 1952) là nhà báo người Venezuela. Chức vụ gần đây nhất là chủ tịch ban giám đốc đài truyền hình TVE (Televisora Venezolana Social) khu vực Caracas. Đài bắt đầu phát sóng ngày 27 tháng năm 2007.
Lil Rodríguez sinh ra ở Caracas. Mẹ bà là nhà hoạt động chống laoị chính phủ tổng thống Marcos Pérez Jiménez. Thời thơ ấu gắn bó với quê mẹ tại thị trấn Cumaná, bang Sucre. Sau đó bà về thủ đô để học ngành tâm lý học tại trường Universidad Central de Venezuela và học ngành báo chí tại trường Đại học del Zulia ở Estado Zulia. Chuyên môn của bà là mảng văn hóa, và bà là chuyên gia về âm nhạc Mỹ Latinh, đặc biệt là âm nhạc dân gian nổi tiếng vùng Caribbean và Venezuela. Bà cũng là một nhà chiêm tinh, bà học ngành này trong 12 năm.
Bà làm việc tại Thư viện Quốc gia Venezuela. Khi làm việc ở đó, bà bắt đầu viết cho báo El Diario de Caracas,El Nacional, El Globo và Últimas Noticias. Bà xuất bản cuốn sách mang tên Bailando en la casa del trompo. Chủ đề của cuốn sách này là âm nhạc Caribbean.
Bà cũng là người dẫn chương trình phát thanh cho một số đài truyền hình tư nhân Venezuela và cho đài phát thanh Rebelde tại Cuba.